# Goethit
Goethit er et et meget udbredt, brunligt jern-mineral. Det er kemisk et jernhydroxid, α-FeOOH, med rombisk symmetri. Goethit dannes for en stor del ved forvitring og oxidation af andre jernholdige mineraler. Det er en vigtig bestanddel i brunjernsten og i myremalm, og forekommer desuden i den "jernhat", der ofte dannes i oxidationszonen over en jernmalm.
Jordlignende materialer, som okker, rust, limonit og laterit, indeholder goethit i vekslende mængder, ofte iblandet lepidokrokit. I 2015 rapporteredes det, at undervandssneglen albueskæl, Patella vulgata, har tænder, der indeholder goethit, hvilket gør den i stand til at skrabe alger af de hårde sten. Disse tænder er således det stærkeste materiale, som hidtil er fundet i biologiske væsener, stærkere end spindelvæv fra edderkopper.
Mineralet er opkaldt efter J. W. Goethe.

## Eksterne links
- Beskrivelse på Den Store Danske